# Pfitzneriella remota
Pfitzneriella remota är en fjärilsart som beskrevs av Pfitzner 1906. Pfitzneriella remota ingår i släktet Pfitzneriella och familjen rotfjärilar. Inga underarter finns listade i Catalogue of Life.